# Bayarjargal Agvaantseren
Bayarjargal (Bayara) Agvaantseren (nascida em 1969) é uma conservacionista mongol que fez campanha para salvar o habitat do leopardo das neves numa área do Deserto de Gobi do Sul, que se tornou um importante centro de mineração. Graças aos seus esforços bem-sucedidos para criar a Reserva Natural de Tost Tosonbumba de 8163 quilómetros quadrados e em conseguir que as autoridades cancelassem 37 licenças de exploração mineira, em 2019, ela foi premiada com o Prémio Ambiental Goldman. Na reserva natural, todas as licenças de mineração na área foram canceladas.